# باشگاه فوتبال کورینتیان
باشگاه فوتبال کورینتیان (انگلیسی: Corinthian F.C.) یک باشگاه فوتبال آماتور در لندن، انگلستان بود.
این باشگاه در سال ۱۸۸۲ میلادی تأسیس و در سال ۱۹۳۹ پس از ادغام با باشگاه فوتبال کژووالس منحل شد، باشگاه کورینتیان سابقه نایب قهرمانی در جام خیریه انگلستان ۱۹۲۷ را در کارنامه دارد.

## بازیکنان دارای بازی ملی
- کلود اشتون (۱ بازی)
- آلفرد باور (۵ بازی)
- جکی برنز (۱۶ بازی)
- برتی کوربت (۱ بازی)
- نورمن کریک (۱ بازی)
- گراهام دوگارت (۱ بازی)
- تیپ فستر (۴ بازی)
- سی. ب. فرای (۱ بازی)
- کنت هگان (۴ بازی)
- آرتور هنفری (۴ بازی)
- سسیل هولدن-وایت (۲ بازی)
- آنتونی هوساک (۲ بازی)
- ون لاج (۲ بازی)
- برنارد میدلدیچ (۱ بازی)
- ویلیام اوکلی (۱۲ بازی)
- بزیل پچیت (۲ بازی)
- گیلبرت اسمیت (۷ بازی)
- جوفری پلامپتون ویلسون (۲ بازی)